# کینویک
کینویک (انگلیسی: Kinnevik) شرکت سرمایه‌گذاری سوئدی است، که در سال ۱۹۳۶ تأسیس شد.